# یاکوبو ایگبنی
یاکوبو ایگبنی (انگلیسی: Yakubu Aiyegbeni؛ زادهٔ ۲۲ نوامبر ۱۹۸۲) یک بازیکن فوتبال اهل نیجریه است.
وی همچنین در تیم‌های ملی فوتبال نیجریه نیجر بازی کرده‌است.